# Lijn 1 (metro van São Paulo)
Lijn 1 van de metro van São Paulo was de eerste metrolijn van dit metronetwerk die werd aangelegd. De metrolijn telt 23 stations en het traject heeft een totale lengte van 20,2 kilometer. Deze lijn is de op een na drukste lijn, alleen op Lijn 3 is het drukker. Metrolijn 1 werd ingehuldigd op 14 september 1974.

## Stations
| Station           | Station                       | District     | Overstap |
| ----------------- | ----------------------------- | ------------ | -------- |
| Station Tucuruvi  | Tucuruvi                      | Tucuruvi     |          |
|                   | Parada Inglesa                | Tucuruvi     |          |
|                   | Jardim São Paulo Ayrton Senna | Santana      |          |
|                   | Santana                       | Santana      |          |
| Station Carandiru | Carandiru                     | Santana      |          |
|                   | Portuguesa-Tietê              | Santana      |          |
|                   | Armênia                       | Bom Retiro   |          |
|                   | Tiradentes                    | Bom Retiro   |          |
|                   | Luz                           | Bom Retiro   |          |
|                   | São Bento                     | Sé           |          |
|                   | Sé                            | Sé           |          |
|                   | Liberdade Japão               | Sé           |          |
|                   | São Joaquim                   | Liberdade    |          |
|                   | Vergueiro                     | Liberdade    |          |
|                   | Paraíso                       | Vila Mariana |          |
|                   | Ana Rosa                      | Vila Mariana |          |
|                   | Vila Mariana                  | Vila Mariana |          |
|                   | Santa Cruz                    | Vila Mariana |          |
|                   | Praça da Árvore               | Saúde        |          |
|                   | Saúde Ultrafarma              | Saúde        |          |
|                   | São Judas                     | Saúde        |          |
|                   | Conceição                     | Jabaquara    |          |
|                   | Jabaquara                     | Jabaquara    |          |